# Ocnobius lobulatus
Ocnobius lobulatus är en insektsart som beskrevs av Ludwig Redtenbacher 1906. Ocnobius lobulatus ingår i släktet Ocnobius och familjen Bacillidae. Inga underarter finns listade i Catalogue of Life.